# Dressoir

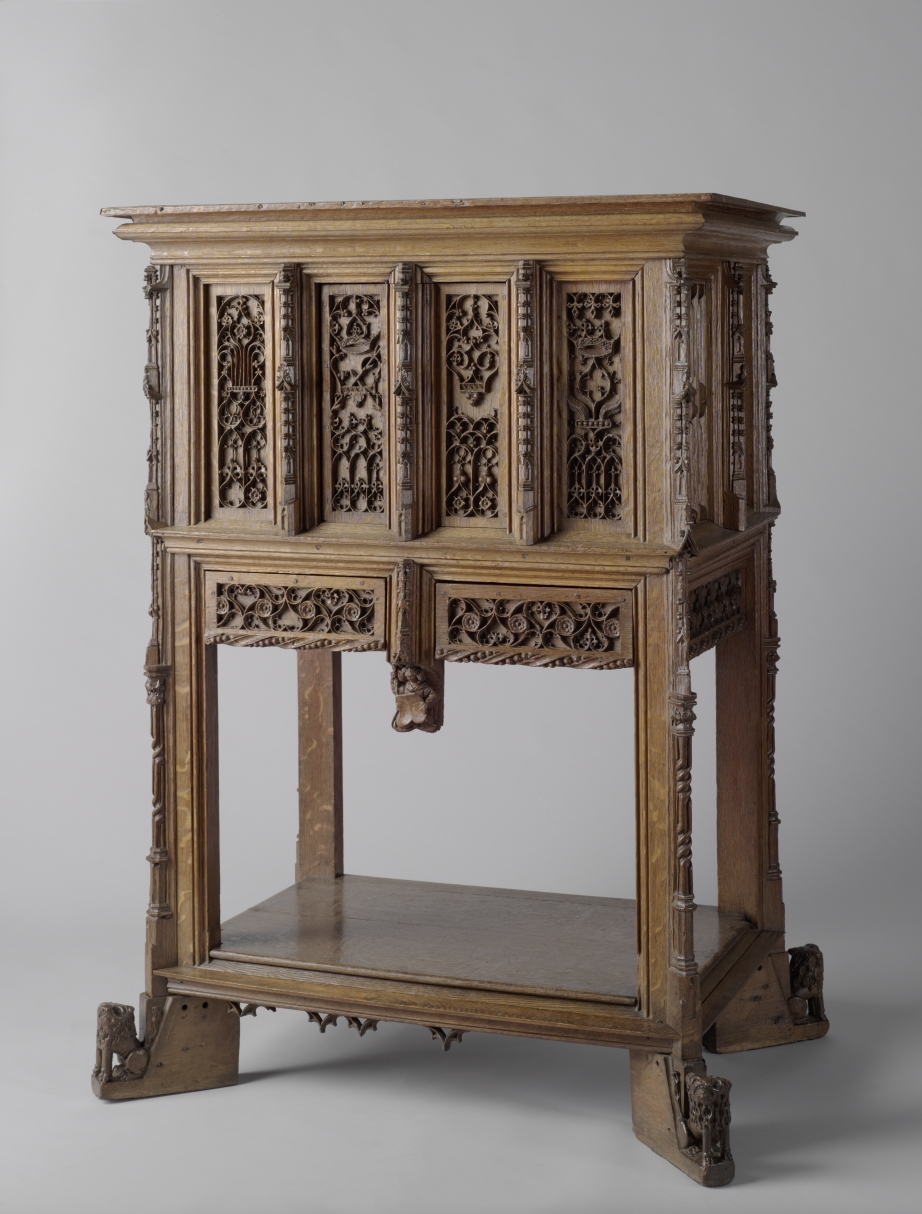
Eikenhouten dressoir uit ca 1525, in het Rijksmuseum Amsterdam

Een dressoir of dressoor is een reeds in de Middeleeuwen veelvoorkomend meubelstuk. Het bestaat uit een lage kast met twee of drie laden onder het bovenblad. De kast werd gebruikt voor het bewaren van tafelgerei, eetwaren en klein huisraad: de laden wellicht onder andere voor het tafellinnen.
De onderste helft was in de regel open (later met deurtjes) en bestond alleen uit een vloertje, waarop tinnen kannen, emmers en dergelijke werden gezet. De lage kast werd vaak met rijk houtsnijwerk versierd. Op de kast plaatste men dan bijvoorbeeld bloemen, vazen, spiegels en kandelaars.
Op afbeeldingen van middeleeuwse interieurs komen dressoirs veel voor.
Het dressoir was vaak een pronkstuk in een salon. Na de Tweede Wereldoorlog, zo rond eind jaren vijftig, werd het hebben van een dressoir gemeengoed en later door velen gezien als kleinburgerlijk. Omdat vele burgerwoningen als eenheidsbouw werden gerealiseerd trof men toen in vele huizen een gelijkvormige inrichting aan met in het midden een salontafel met een oosters kleedje en langs de wand een dressoir met vazen en schalen.

## Afbeeldingen

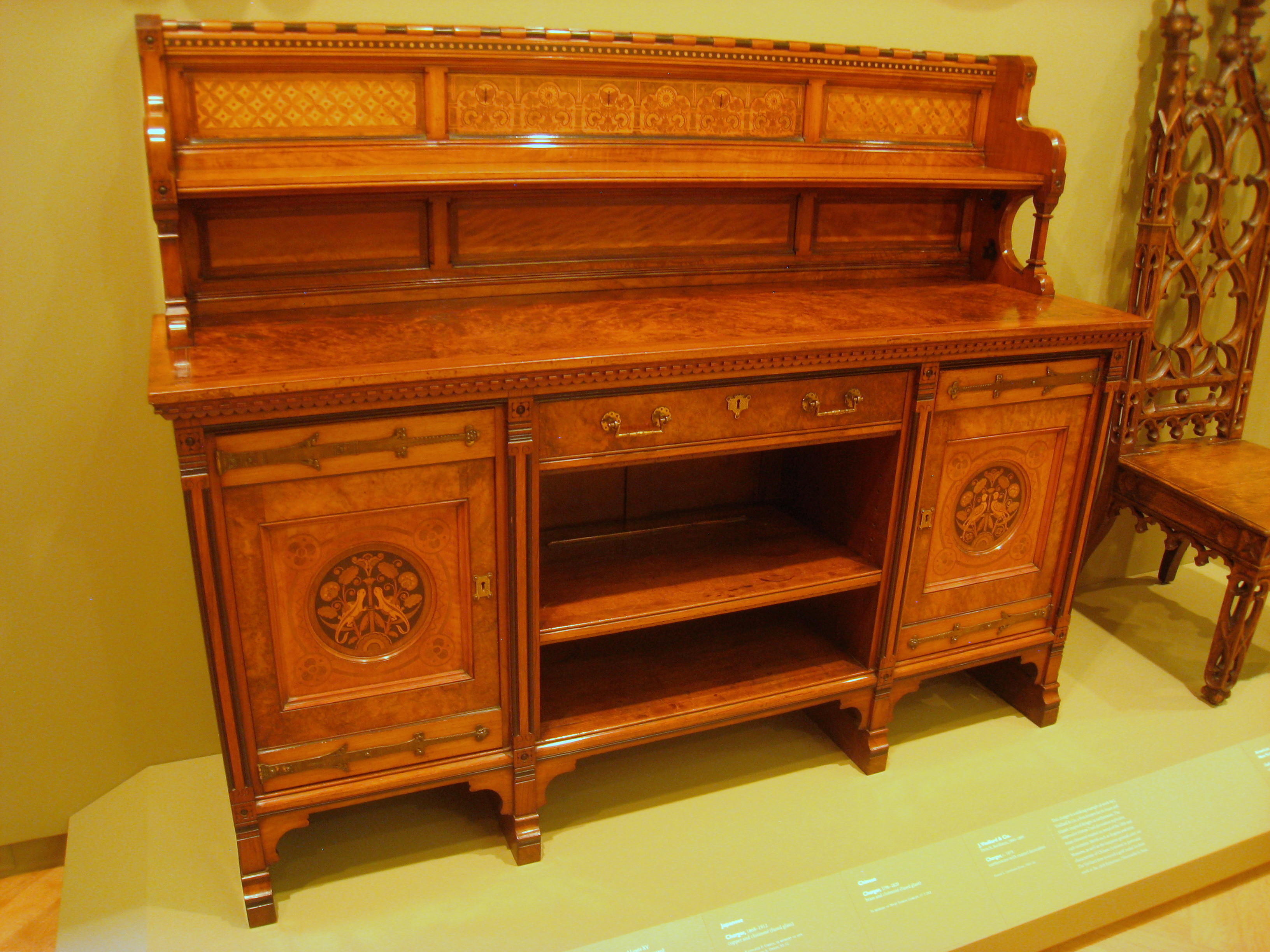
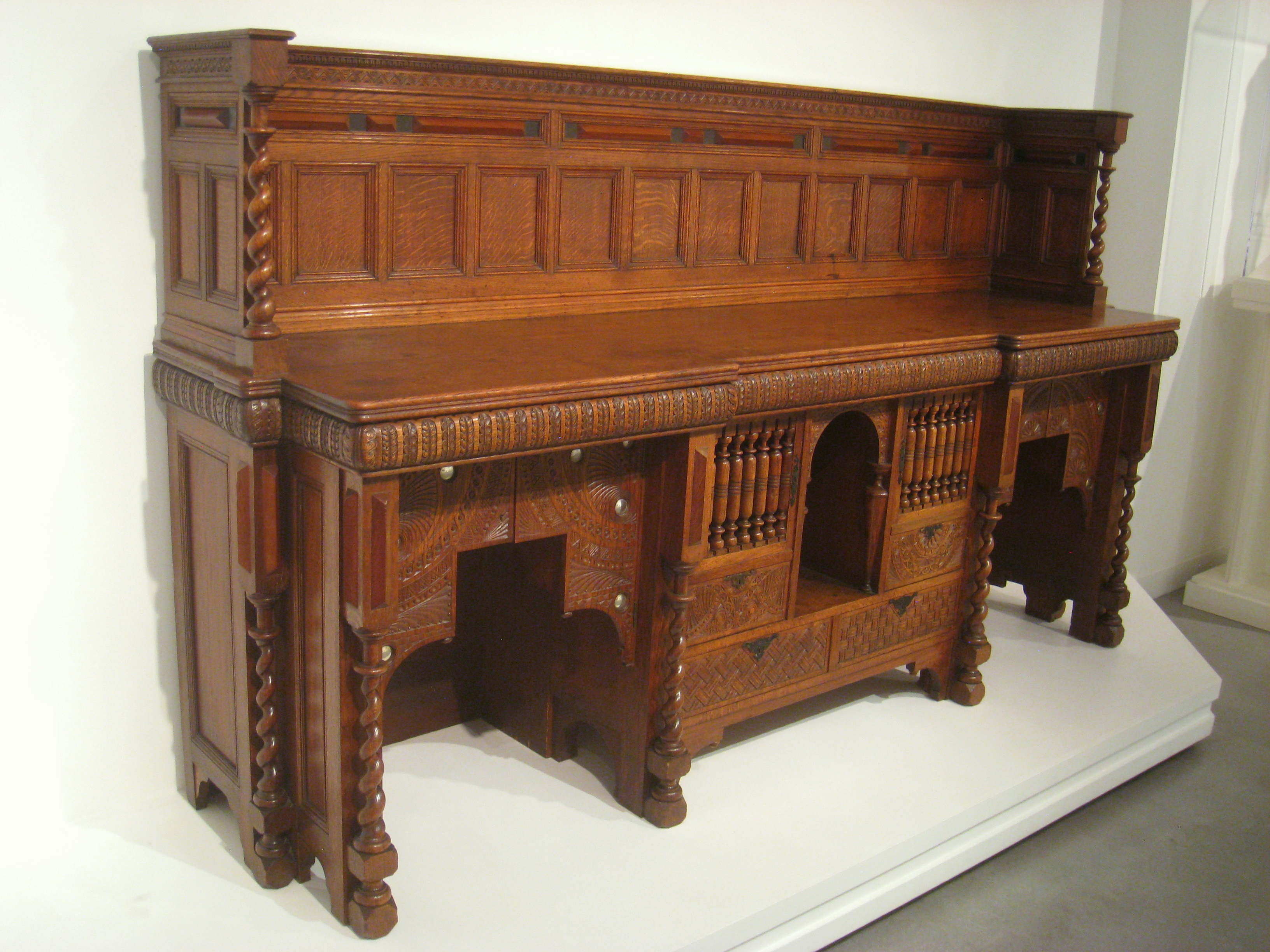
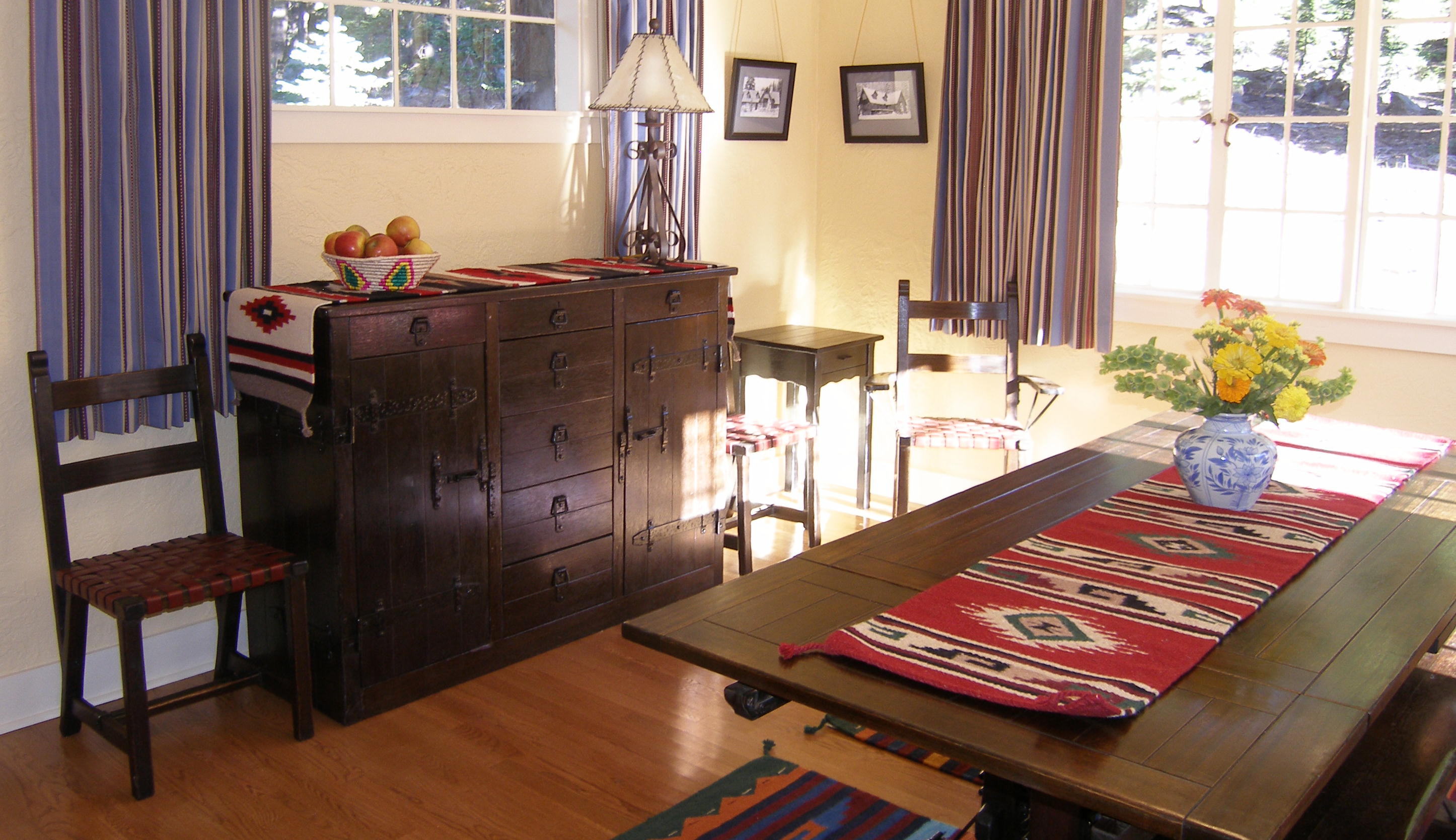